# ماگاش (باشقیرستان)
ماگاش (به لاتین: Magash) یک منطقهٔ مسکونی در روسیه است که در باشقیرستان واقع شده‌است.